# Пицагејт (теорија завере)
„Пицагејт“ је оповргнута теорија завере која је постала вирална током циклуса председничких избора у Сједињеним Државама 2016. године. У великој мери је дискредитована од стране широког спектра организација, укључујући полицију Вашингтона.
У марту 2016, лични налог е-поште Џона Подесте, председавајућег у кампањи Хилари Клинтон, хакован је у нападу пецања. Викиликс је објавио његове мејлове у новембру 2016. Заговорници теорије завере Пизагејт лажно су тврдили да мејлови садрже шифроване поруке које повезују неколико високих званичника Демократске странке и америчких ресторана са наводним ланцем трговине људима и педофилијом. Једна од установа које су наводно умешане била је пицерија Комета Пинг Понг у Вашингтону.
Чланови алт-деснице, конзервативни новинари и други који су позивали на Клинтоново кривично гоњење због мејлова ширили су теорију завере на друштвеним медијима као што су 4чан, 8чан и Твитер. Као одговор, човек из Северне Каролине отпутовао је до Комете Пинг Понг да истражи заверу и испалио је пушку у ресторану да би разбио браву на вратима оставе током своје претраге. Власник ресторана и особље такође су примили претње смрћу од стране теоретичара завере.

## Порекло
Дана 30. октобра 2016, Твитер налог на коме се објављује материјал о супрематизму беле расе који каже да га води јеврејски њујоршки адвокат лажно је тврдио да је њујоршка полицијска управа открила ланац педофилије повезан са члановима Демократске странке док је претраживао преко мејлова Ентонија Вајнера. Током октобра и новембра 2016, Викиликс је објављивао мејлове Џона Подесте. Заговорници теорије завере читали су мејлове и тврдили да садрже кодне речи за педофилију и трговину људима. Заговорници су такође тврдили да је Комета Пинг Понг, пицерија у Вашингтону, била место окупљања сатанистичких ритуалних злоупотреба.
Конзервативни дејли пост објавио је наслов у којем се тврди да је Федерални истражни биро потврдио теорију завере.

### Ширење на друштвеним мрежама
Како преноси БиБиСи, оптужбе су се прошириле на „мејнстрим интернет“ неколико дана пре америчких председничких избора 2016. године, након што је корисник Редита поставио документ „доказа“ компаније Пицагејта. Оригинална објава на Реддиту, уклоњена између 4. и 21. новембра, навела је умешаност Комете Пинг Понг.
Причу су покупиле друге лажне вести као што су ИнфоВарс, Планет Фри Вил, и Д Вигилант Ситизен,, а промовисали су је активисти алт деснице као што су Мајк Чернович, Британи Петибоне и Џек Пособиец, кошаркаш Ендру Богут, и креатор Мајнкрфта Маркус „Ноч“ Персон. Џонатан Олбрајт, доцент медијске аналитике на Универзитету Елон, рекао је да је непропорционалан број твитова о Пицагејту дошао из Чешке, Кипра и Вијетнама, и да су неки од најчешћих ретвитера ботови.
Чланови Реддит заједнице /<a href="https://en.wikipedia.org/wiki/R/The_Donald" rel="mw:ExtLink" title="R/The Donald" class="cx-link" data-linkid="124">r</a>/<a href="https://en.wikipedia.org/wiki/R/The_Donald" rel="mw:ExtLink" title="R/The Donald" class="cx-link" data-linkid="124">The_Donald</a> креирали су /r/pizzagateсабредит да би даље развили теорију завере. Саб је забрањен 23. новембра 2016. због кршења Редитове политике против доксирања након што су корисници објавили личне податке људи повезаних са наводном завером. Редит је након тога објавио изјаву у којој је рекао: „Не желимо лов на вештице на нашем сајту“.
Неки од заговорника Пицагејта, укључујући Дејвида Симена и Мајкла Г. Флина (син Мајкла Флина), развили су заверу у ширу владину заверу под називом "Педогејт". Према овој теорији, „сатанска завера елита“ Новог светског поретка управља међународним ланцима трговине децом.

### Турска штампа преноси
У Турској су те оптужбе пренеле провладине новине (тј. оне које подржавају председника Реџепа Тајипа Ердогана), као што су Сабах, А Хабер, Јени Шафак, Акшам и Стар. Прича се појавила на турском сајту Екси Созлук и на виралној вести ХаберСелф, где свако може да поставља садржај. Ови форуми су поново објавили слике и наводе директно са избрисаног подредита, који су у потпуности поново штампани у штампи под контролом државе. Ефе Созери, колумниста Д Дејли Дот, сугерисао је да извори из турске владе потичу ову причу како би скренули пажњу са скандала о злостављању деце у марту 2016.

## Узнемиравање власника и запослених у ресторанима
Како се Пицагејт ширио, Комета Пинг Понг је добила стотине претњи од верника теорије. Власник ресторана, Џејмс Алефантис, рекао је за Њујорк тајмс : „Од ове луде, измишљене теорије завере, били смо под сталним нападима. Данима нисам ништа радио, али сам покушао да ово очистим и заштитим своје особље и пријатеље од терорисања.“ 
Неки присталице идентификовали су Инстаграм налог Алефантиса и указали на неке од фотографија које су тамо објављене као доказ завере. Многе од приказаних слика су пријатељи и породица који су лајковали страницу Комета Пинг Понг на Фејсбуку. У неким случајевима, слике су преузете са неповезаних веб локација и наводно су Алефантисове. Власници и особље ресторана су узнемиравани и претили им се на веб страницама друштвених мрежа, а власник је добијао претње смрћу.
Неколико бендова који су наступали у пицерији такође се суочило са узнемиравањем. На пример, Аманда Клајнман из Хеви Бридинг је избрисала свој налог на Твиттеру након што је добила негативне коментаре који повезују њу и њен бенд са теоријом завере. Други бенд, Сек Стејнс, затворио је коментаре на своје видео снимке на Јутјубу и осврнуо се на контроверзу у опису својих видео записа. Уметник Арингтон де Дионисо, који је својевремено насликао мурал у пицерији који је насликан неколико година пре контроверзе, детаљно је описао кампању узнемиравања против њега, и рекао о нападима уопште: „Мислим да то је веома смишљен напад, који ће на крају бити координисан напад на све облике слободног изражавања." Ова афера је изазвала поређење са контроверзом Гејмергејта.
Узнемиравање предузећа проширило се изван Комете Пинг Понг-а и укључивало друге оближње компаније ДЦ-а као што је Беста Пица, кафе Литл Ред Фокс; књижара Политика и проза, и француски бистро Терасол. Ова предузећа су примила велики број претећих и претећих телефонских позива, укључујући претње смрћу, а такође су доживела узнемиравање на мрежи. Сувласници Литле Ред Фокс и Терасол поднели су полицијске пријаве.
Бруклински ресторан Роберта'с такође је увучен у превару, примајући узнемирујуће телефонске позиве, укључујући позив од неидентификоване особе која је рекла запосленом да ће "крварити и бити мучена". Ресторан се укључио након што је Јутјуб видео који је након уклањања користио слике са њихових налога на друштвеним мрежама како би имплицирао да су део ланца секса. Други су затим проширили оптужбе на друштвеним мрежама, тврдећи да "породица Клинтон воли Роберту".
Ист Сајд Пајс, у Остину, Тексас, видео је један од својих камиона за доставу вандализованим епитетом и био је мета онлајн узнемиравања у вези са њиховом наводном умешаношћу у Пицагејту, наводне везе са Централном обавештајном агенцијом и Илуминатима.
Федерални истражни биро истражио је претње у вези са Пиззагате-ом у марту 2017. као део истраге о могућем мешању Русије у изборе у Сједињеним Државама 2016. године.

## Криминални одговори
Дана 4. децембра 2016, Едгар Маддисон Велцх, 28-годишњи мушкарац из Солсберија, Северна Каролина, стигао је у Комету Пинг Понг и испалио три хица из пушке у стилу АР-15 која је ударила у зидове ресторана, сто и врата. Велч је касније рекао полицији да је планирао да "самоистражи" теорију завере. Велч је себе видео као потенцијалног јунака приче — спасиоца деце. Он се предао након што су полицајци опколили ресторан и ухапшен је без инцидената; нико није повређен. Велч је осуђен на четири године затвора.
Велч је рекао полицији да је прочитао на интернету да ресторан скрива децу сексуалних робова и да је желео да се увери да ли су тамо. У интервјуу за Њујорк тајмс, Велч је касније рекао да му је жао како је поступио са ситуацијом, али није одбацио теорију завере и одбацио њен опис као "лажне вести". Неки теоретичари завере спекулисали су да је пуцњава била намештени покушај да се дискредитују њихове истраге.
Дана 13. децембра 2016, Велч је оптужен по једној тачки за „међудржавни транспорт ватреног оружја са намером да се почини кривично дело“ (савезни злочин). Према судским документима, Велч је покушао да регрутује пријатеље три дана пре напада позивајући их да погледају видео снимак на Јутјубу о завери. Он је потом оптужен за још два кривична дела, при чему је велика порота вратила оптужницу која га терети за напад опасним оружјем и поседовање ватреног оружја током извршења кривичног дела.
Дана 24. марта 2017, након споразума о признању кривице са тужиоцима, Велч се изјаснио кривим по савезној оптужби за међудржавни транспорт ватреног оружја и оптужби локалног округа Колумбија за напад опасним оружјем. Велч је такође пристао да плати 5.744,33 долара за штету ресторану. Амерички окружни судија Кетанџи Браун Џексон осудио је Велча на четири године затвора 22. јуна 2017; на саслушању о изрицању пресуде, Велч се извинио за своје понашање и рекао да је био "глуп и непромишљен". Велч је 3. марта 2020. пребачен у Поправни центар у заједници (ЦЦЦ) и пуштен је 28. маја исте године.
Јусиф Ли Џонс, 52-годишњи мушкарац из Шривпорта, Луизијана, 12. јануара 2017. изјаснио се кривим пред Окружним судом САД за западни округ Луизијане за претећи телефонски позив Беста Пици другој пицерији на истој локацији, три дана након Велчовог напада. Рекао је да је претио Бести да ће „спасити децу“ и „довршити оно што други није урадио“.
Дана 25. јануара 2019, комета Пинг Понг је претрпела подметнут пожар када је избио пожар у једној од његових стражњих просторија. Запослени су брзо угасили пожар и нико није повређен. Починилац је побегао, али је ухапшен неколико дана касније док се пењао на ограду Вашингтонског споменика и везан за палеж преко безбедносних снимака. Он је поставио видео у којем се помиње КАнон пре подметања пожара.

## Дебанкинг
Теорија завере је нашироко дискредитована и разоткривена. Процењено је да је лажна након детаљне истраге веб-сајта за проверу чињеница Снупс.ком и Њујорк тајмса. Бројне новинске организације су то разоткриле као теорију завере, укључујући: Њујорк Обсервер, њПост, Индепендент у Лондону, ХафПост, Вашингтон Тајмс, Лос Анђелес Тајмс, Фокс њуз, ЦНН, и Мајами Хералд. Полицијска управа округа Колумбија окарактерисала је ствар као "фиктивну".
Велики део наводних доказа које су цитирали заговорници теорије завере преузет је из потпуно различитих извора и направљено да изгледа као да подржавају заверу. Слике деце породице и пријатеља особља пицерије преузете су са друштвених мрежа као што је Инстаграм и за које се тврдило да су то фотографије жртава. Обсервер је приметио разноврсну групу извора који су разоткрили теорију завере и истакао да то укључује и Fox News поред Њујорк тајмса.
Њујорк тајмс је 10. децембра 2016. објавио чланак који је анализирао тврдње теорије. Они су нагласили да:
- Теоретичари су заверу повезали са Кометом Пинг Понг кроз сличности између логотипа компанија и симбола повезаних са сатанизмом и педофилијом. Међутим, Тајмс је приметио да су сличности пронађене и у логотипима бројних неповезаних компанија, као што су АОЛ, Тајм Варнер и МСН.[1]
- Теоретичари су тврдили да постоји подземна мрежа испод Комете Пинг Понг; ресторан, међутим, нема подрум, а слика којом се поткрепљује ова тврдња снимљена је у другом објекту.[1]
- Теоретичари су тврдили да имају слику власника ресторана Алефантиса који носи мајицу која подржава педофилију. Међутим, на слици је била друга особа, а кошуља на којој је писало "Ј'❤ Л'Енфант," (француски за "Ја ❤ Дете") је заправо била референца на Л'Енфант Кафе-Бар, чији је власник приказан на слици, а који је и сам назван по Пјеру Л'Енфант, дизајнеру већег дела изгледа Вашингтона, ДЦ [1]
- Теоретичари су тврдили да су Џон и Тони Подеста киднаповали Меделајн Мкенон користећи полицијске скице које су, у ствари, биле две скице истог осумњиченог преузете из описа двојице очевидаца.[1]

Ниједна наводна жртва није се јавила нити су пронађени физички докази.

## Одговори
У интервјуу за НПР 27. новембра 2016, власник Комете Пинг Понг Џејмс Алефантис назвао је теорију завере „лудо компликованом, измишљеном, измишљеном причом заснованом на лажи“ и „координираним политичким нападом“. Колумниста синдиката Данијел Рут написао је да су тврдње теоретичара завере „опасне и штетне лажне оптужбе” и да су „више пута разоткриване, побијане и одбациване”.
Упркос томе што је теорија завере разоткривена, наставила је да се шири на друштвеним мрежама. Торонто Стар је накнадно пријавио Стефани МекВилијамс, која је написала чланак у коме се промовише завера, да је рекла: „Заиста не жалим и то је, искрено, заиста повећало нашу публику“. Пицагејт је, рекла је, „два света која се сукобљавају. Људи више не верују мејнстрим медијима, али истина је да људи не би требало да схватају ни алтернативне медије као истину.“ 
Хилари Клинтон је 8. децембра 2016. одговорила на теорију завере говорећи о опасностима лажних вести. Она је рекла: Епидемија злонамерних лажних вести и лажне пропаганде која је преплавила друштвене мреже током прошле године, сада је јасно да такозване лажне вести могу имати последице у стварном свету.

### Јавно мњење
Анкета из 6–7. децембра 2016. питала је 1.224 регистрована гласача у САД да ли мисле да је Хилари Клинтон „повезана са сексуалним рингом деце који је остао без пицерије у Вашингтону”. Девет одсто испитаника је рекло да верује да је повезана, 72 одсто је рекло да није, а 19 одсто није сигурно.
Анкета бирача коју је од 17. до 20. децембра спровео Економист питала је бираче да ли верују да процурели е-маилови из кампање Клинтонове говоре о педофилији и трговини људима – 'Пицагејт'. Резултати су показали да је 17% бирача Клинтонове одговорило "тачно", док је 82% одговорило "није тачно"; а 46% Трампових гласача је одговорило „тачно“, док је 53% одговорило „није тачно“.

### Алекс Џонс иИнфоВарс
Након пуцњаве у Комети Пинг Понг, Алекс Џонс из ИнфоВарс -а одустао је од идеје да је пицерија центар завере. ИнфоВарс је 4. децембра поставио видео који повезује Пицагејт са смрћу активисткиње за права сексуалних радница 13. новембра. На снимку се лажно тврди да је она истраживала везу између Клинтонове фондације и трговине људима на Хаитију. Нагађало се да је убијена у вези са својом истрагом. Према речима бившег послодавца, породице и пријатеља активисткиње, њена смрт је заправо самоубиство и она није истраживала Клинтонову фондацију. До 14. децембра, Инфоварс је уклонио два од своја три видео снимка у вези са Пицагејтом.
У фебруару 2017, Алефантисови адвокати су послали Џонсу писмо у којем су тражили извињење и повлачење. Према закону Тексаса, Џонсу је дато месец дана да се повинује или да буде предмет тужбе за клевету. У марту 2017, Алекс Џонс се извинио Алефантису због објављивања теорије завере, рекавши: „Колико ја данас знам, ни господин Алефантис, ни његов ресторан Комета Пинг Понг, нису били умешани у било какву трговину људима као што је био део теорија о којима се писало у многим медијима и које смо коментарисали“.

### Мајкл Флин и Мајкл Флин мл.
У данима који су претходили изборима 2016, Мајкл Флин, тада главни сурогат Трампа, а касније Трампов саветник за националну безбедност, објавио је више твитова на Твитеру који су садржали конспиративни материјал у вези са Хилари Клинтон. Они су тврдили да је менаџер Клинтонове кампање, Џон Подеста, пио крв и телесне течности других људи у сатанистичким ритуалима, за које Политико каже да су се „ускоро претворили у теорију завере '#пицагејт' која укључује Комету Пинг Понг". Дана 2. новембра 2016, Флин је твитовао везу до приче са неоснованим оптужбама и написао: „Одлучите – њујоршка полиција звижди на нове мејлове Хилари: прање новца, сексуални злочини са децом, итд. МОРАШ ПРОЧИТАТИ!" Твит је поделило преко 9.000 људи, али је избрисан са Флиновог налога негде у периоду од 12. до 13. децембра 2016.

## Спајање са КАноном и глобално ширење
Пиззагате је постао стуб теорије завере крајње деснице КАнон, која се појавила 2017. и уградила своја уверења. КАнон, који је у медијима упоређен са „Пицагејтом на стероидима“, и „великобуџетним наставком“ Пицагејта, повезао је ланац трговине децом са подлом светском завером. Такође је развио Пиззагатеове тврдње додајући концепте да су сексуално злостављање део сатанистичких ритуала и да насилници убијају децу да би „укупили” адренохром из њихове крви, који затим користе као дрогу  или као еликсир да остане млада.
У 2020. години, када је шири КАнон покрет постао међународни феномен, Пицагејт је такође добио нову привлачност и постао мање оријентисан на САД, са видео снимцима и објавама на ту тему у Италији, Бразилу, Турској и другим земљама широм света, од којих је сваки добио милионе прегледа. Ова нова итерација је мање пристрасна; већина (углавном тинејџера) промотера #Пицагејт хештега на ТикТоку нису били десничари и подржавају покрет Блек Лајвес Метер. Фокусира се на наводну глобалну елиту трговаца децом сексом, у распону од политичара до моћних пословних људи и познатих личности као што су Бил Гејтс, Том Хенкс, Елен Деџенерес, Опра Винфри и Криси Тејген. Песма Џастина Бибера "Јами" из 2020. наводно је била о теорији завере и поново је покренула подршку теорији током године. Теорија завере је постала популарна када је венецуелански Јутјубер, Дрос Роцанк, направио видео о Биберовом музичком споту и његовим наводним референцама на Пицагејт. Ротзанков видео је за два дана добио 3 милиона прегледа и довео је до тога да "Пицагејт" постане тема у тренду на Твитеру на шпанском језику. Присталице теорије такође верују да је Бибер дао кодирани сигнал признајући као такав у каснијем видео снимку на Инстаграму уживо, где је додирнуо свој шешир након што је од њега затражено да то уради у ћаскању ако је жртва Пицагејта (међутим, нема индиција да је Бибер видео овај коментар).
У априлу 2020. бивши холивудски каскадер је снимио документарац који промовише Пицагејт, Аут оф Шедовс, који је објављен на Јутјубу. Корисници ТикТок-а почели су да промовишу филм и наводно учешће Џастина Бибера све док компанија није забранила хештег #Пицагејт. Њујорк тајмс је у јуну 2020. рекао да су постови на платформи са хештегом #Пицагејт, прегледани више од 82 милиона пута последњих месеци, а Гугл претраге за тим термином су такође порасле у то време. Такође су известили да су у првој недељи јуна, коментари, лајкови и дељења такође порасли на више од 800.000 на Фејсбуку и скоро 600.000 на Инстаграму. То се може поредити са 512.000 интеракција на Фејсбуку и 93.000 на Инстаграму током прве недеље децембра 2016. Од почетка 2017. до јануара 2020. просечан број недељних помињања, лајкова и дељења на Фејсбуку и Инстаграму био је испод 20.000.
Пицагејт масакр је сатирични филм из 2021. инспирисан теоријом завере.
У августу 2020, Фацебоок је привремено суспендовао употребу хештега „#спасимодецу“, када се користи за промовисање елемената теорије завере Пицагејт и Кјуанона. Истог месеца објављен је филм Данкан, инспирисан пуцањем на КометуПинг Понг Едгара Медисона Велча.

### Frazzled.rip
Сродна теорија завере позната као "Фразлед.рип" појавила се 2018. године, у којој се тврди да је "екстремни бурмут филм" пронађен са украденог лаптопа Ентонија Вајнера и да кружи мрачном мрежом и показује Хилари Клинтон и Хума Абедин силују и убију младу девојку, пију њену крв богату адренохромом у сатанистичком ритуалу и „смењују се носећи лице девојчице као маску“.
Наводни кадрови из видео снимка кружили су да поткрепе ове тврдње: према Снопесу, неке од ових слика потичу из видео снимка на Јутјубу који је првобитно постављен на Први април 2018. године, а фотографија за коју се каже да приказује Хуму Абедин како носи маску је снимљена са веб-сајту индијског ресторана у Вашингтону и приказао власника те установе. Стотине видео снимака на Јутјубу промовисале су ове лажне изјаве, а тврдње су и даље кружиле широм света  унутар КАнон група две године касније, 2020. године.